# Анђелка
Анђелка је словенско женско име. Еквивалентно је интернационалним женским именима старогрчког порекла (нпр. Ангела...) чије је значење „анђео“, „божји гласник“.

## Етимологија
У српском језику име Анђелка је изведено од речи анђео (грчки) додавањем суфикса -ка који се јавља у многим старим српским женским именима. Треба имати у виду да је у речи анђео присутна гласовна промена: промена Л у О.
анђео + -ка (промена Л у О) = анђел + -ка = Анђелка

## Популарност
Име Анђелка је модернија варијанта женског имена Анђелија. У новије време се модернијим сматра име Анђела.

## Занимљивост
У Хрватској је 50-их година 20. века име Анђелка било веома често, али је његова заступљеност постепено опадала, нарочито од 90-их година.

## Слична имена у српском језику
Анђелика, Анђа, Анђелија, Анђела, Анђелина, Ангела, Ангелина.

## Сродна интернационална имена
.